# Abu l-Hasan al-Shadhili
Abū l-Ḥasan ʿAlī al-Shādhilī (1196 – 1258) è stato un mistico berbero, uno dei più importanti del sufismo.
Discendente dalla dinastia degli Idrisidi, Abū l-Ḥasan ʿAlī  al-Shādhilī nacque in un villaggio della tribù dei Ghumāra (tra Tangeri e Ceuta, nel Nord marocchino) e in seguito si stabilì in Ifriqiya e in Egitto dove ebbe come maestro spirituale Abū l-Fatḥ al-Wāsitī, successore di Aḥmad al-Rifāʿī, fondatore della confraternita Rifāʿiyya, prima di tornare in patria e affidarsi alla guida di ʿAbd al-Salām ibn Mashīsh (m. 1228), un anacoreta del Rīf marocchino.
Trasferitosi anni dopo ad Alessandria d'Egitto, al-Shādhilī morì prima di poter compiere un ennesimo pellegrinaggio canonico ( hajj ) mentre si trovava a Humaythirā, nel deserto del Saʿīd (Alto Egitto). 
A lui e ai suoi insegnamenti si riferirà la confraternita ( tarīqa ) che sarà chiamata Shādhiliyya, destinata a diventare la più importante dell'intero Nordafrica, con propaggini anche in Sudan, Siria, Penisola arabica e Insulindia.

La confraternita fu tuttavia fondata dall'andaluso Abū l-ʿAbbās al-Mursī (di Murcia) e si avvalse della fondamentale produzione intellettuale e spirituale dell'egiziano Tāj al-Dīn ibn ʿAṭāʾ Allāh al-Iskandarī che raccolse i dati sapienziali del suo maestro, i suoi detti e i tratti edificanti della sua biografia.
Questa è ricca di richiami al più stretto sunnismo ed è del tutto esente da quelle espressioni di misticismo esagerato (shataḥāt) che tanto scandalizzavano e scandalizzano il mondo dei dotti giurisperiti e dei teologi sunniti, così come da quel pauperismo così frequentemente mostrato da tante confraternite che, non a caso, chiamano i loro aderenti "faqīr" (poveri), mentre avversa il raggiungimento dello stato di trance da parte dei suoi aderenti, richiamati alla più accorta vigilanza di se stessi.
Alla Shādhiliyya si collegano in modo preminentemente formale le confraternite sufi della Badawiyya, della Dasûqiyya e, più sostanziosamente ma con percorsi ascetici autonomi, la Tijāniyya e la Idrīsiyya.